# Baharites

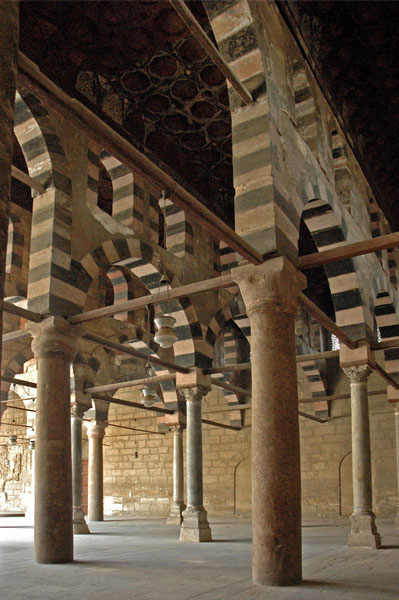
La mosquée d'An-Nâsir Muhammad dans la citadelle du Caire.

Les Bahrites ou Baharites, sont la première dynastie des Mamelouks qui ont régné en Égypte de 1250 à 1382.
Ces mamelouks sont dans le principe de jeunes Turcs Kiptchaks qui sont vendus comme esclaves à des marchands égyptiens. Le sultan As-Sâlih Ayyûb, de la dynastie des Ayyoubides, les rachète à ces marchands au nombre de mille, et les fait instruire au métier des armes. 
Leur casernement au Caire est sur l'île de Roda sur le Nil d’où leur nom de "Mamelouks du fleuve" ou bahrites. En réalité dès le début, il y a une rivalité entre ces Mamelouks Turcs et les Mamelouks Circassiens installés dans la citadelle (Burjites).
Les Mamelouks bahrites censés protéger les sultans ayyoubides sont à l'origine de la chute de la dynastie en 1250.

## Histoire

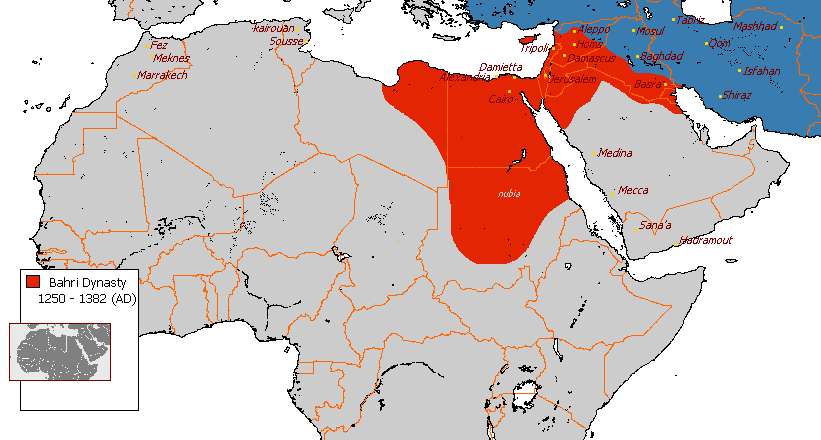

En 1250, quand le sultan ayyoubide As-Salih Ayyûb meurt, les Mamelouks tuent ses héritiers. Son épouse Chajar ad-Durr prend le pouvoir mais doit épouser le Mamelouk Aybak pour s'y maintenir. Lorsque Aybak meurt à son tour assassiné sur son ordre, elle est tuée par les Mamelouks qui s'emparent de l'autorité souveraine et nomment chef l'un d'entre eux le fils d'Aybak, Al-Mansûr Nur ad-Dîn `Âlî qui prend le titre de sultan d'Égypte (1257). En dix ans ils réussissent à établir leur dynastie, aidés en cela par le sac de Bagdad en 1258, et la destruction du califat abbasside par les mongols. Le Caire prenant d'autant plus d'importance qu’il devient la capitale de l'empire.
En 1260, le plus célèbre d'entre eux Baybars prend le pouvoir jusqu'en 1277. C'est pendant son règne qu'ont lieu la huitième et la neuvième croisade. Il s'illustre par ses victoires sur les croisés. Avant son ascension au pouvoir, il remporte aux côtés de Qutuz une victoire décisive contre les Mongols à l'issue de la bataille d'Ayn Jalut en 1260, boutant ces derniers hors de Syrie. Ses deux fils, Baraka Qan et Solamish, règnent brièvement jusqu'en 1279.
En 1279, après avoir démis le second fils de Baybars, Qalâ'ûn prend à son tour le pouvoir. Il continue et termine la guerre contre les croisés qu'avait faite Baybars. Trois de ses fils règnent de 1290 à 1341. Ces règnes sont contestés par d'autres candidats.
À partir de 1341 jusqu'en 1361, sept fils d'An-Nâsir Muhammad fils d'Qalâ'ûn se succèdent. Les règnes sont brefs.
Les Mamelouks bahrites ont conservé le pouvoir jusqu'en 1382 quand ils sont remplacés par les Mamelouks burjites qui instaurent une dynastie uniquement circassienne.

## Liste des sultans bahrites
| Dates | Dates |                                              | Lien                                                                     | Arabe                                                   | Turc          |                         |
| ----- | ----- | -------------------------------------------- | ------------------------------------------------------------------------ | ------------------------------------------------------- | ------------- | ----------------------- |
| 1250  | 1257  | Chajar ad-Durr                               | veuve de l'ayyoubide As-Sâlih Ayyûb                                      | أم خليل عصمة الدنيا والدين "المستعصمية" شجر الدرّ        | Şecer-üd-Dürr | Règnent conjointement.  |
| 1250  | 1257  | Al-Muizz Izz ad-Dîn Aybak                    | second époux de Chajar ad-Durr                                           | المعز عز الدين أيبك                                     | Aybeg         | Règnent conjointement.  |
| 1257  | 1259  | Al-Mansur Nur ad-Dîn Ali                     | fils d'Aybak                                                             | المنصور نور الدين علي بن أيبك                           | Mansur Ali    |                         |
| 1259  | 1260  | Al-Muzaffar Sayf ad-Dîn Qutuz                | mamelouk d'Aybak                                                         | المظفر سيف الدين قطز                                    | Kutuz         |                         |
| 1260  | 1277  | Baybars                                      | mamelouk d'As-Sâlih Ayyûb                                                | الظاهر ركن الدين بيبرس البندقداري                       | Baybars Ier   |                         |
| 1277  | 1279  | As-Said Nâsir ad-Dîn Baraka Khan             | fils de Baybars                                                          | السعيد ناصر الدين أبو المعالى محمد بن بركة خان بن بيبرس | Bereke        |                         |
| 1279  | 1279  | Al-Adil Badr ad-Dîn Salamish                 | fils de Baybars                                                          | العادل بدر الدين سلامش بن الظاهر بيبرس                  | Sülemiş       |                         |
| 1279  | 1290  | Qala'un                                      | mamelouk d'As-Sâlih Ayyûb                                                | المنصور سيف الدين قلاوون الألفى                         | Kalavun       |                         |
| 1290  | 1293  | Al-Achraf Salâh ad-Dîn Khalil                | fils de Qala'un                                                          | الأشرف صلاح الدين خليل بن قلاوون                        | Halil         |                         |
| 1293  | 1295  | An-Nâsir Muhammad                            | fils de Qala'un                                                          | الناصر محمد بن قلاوون                                   | Nasır         | Premier règne           |
| 1295  | 1297  | Kitbugha                                     | mamelouk de Qala'un                                                      | العادل زين الدين كتبغا المنصور                          | Kitbuga       |                         |
| 1297  | 1299  | Lajin                                        | mamelouk d'Al-Mansur Nur ad-Dîn Ali puis de Qala'un                      | المنصور حسام الدين لاجين                                | Laçin         |                         |
| 1299  | 1309  | An-Nâsir Muhammad                            |                                                                          |                                                         |               | Deuxième règne          |
| 1309  | 1309  | Al-Muzaffar Rukn ad-Dîn Baybars al-Jashankir | mamelouk de Qala'un                                                      | المظفر ركن الدين بيبرس الجاشنكير                        | Baybars II    |                         |
| 1309  | 1341  | An-Nâsir Muhammad                            |                                                                          |                                                         |               | Troisième règne         |
| 1341  | 1341  | Al-Mansûr Sayf ad-Dîn Abu-Bakr               | fils d'An-Nâsir Muhammad                                                 | المنصور سيف الدين أبو بكر بن الناصر محمد                | Ebu Bekir     |                         |
| 1341  | 1342  | Al-Achraf Ala ad-Dîn Kûjuk                   | fils d'An-Nâsir Muhammad                                                 | الأشرف علاء الدين كوجك بن الناصر محمد                   | Küçük         |                         |
| 1342  | 1342  | An-Nâsir Shihab ad-Dîn Ahmad                 | fils d'An-Nâsir Muhammad                                                 | الناصر شهاب الدين أحمد بن الناصر محمد                   | Ahmed         |                         |
| 1342  | 1345  | As-Sâlih `Imâd ad-Dîn Ismâ`îl                | fils d'An-Nâsir Muhammad                                                 | الصالح عماد الدين إسماعيل بن الناصر محمد                | İsmail        |                         |
| 1345  | 1346  | Al-Kâmil Sayf ad-Dîn Shaban                  | fils d'An-Nâsir Muhammad                                                 | الكامل سيف الدين شعبان بن الناصر محمد                   | Şaban Ier     |                         |
| 1346  | 1347  | Al-Muzaffar Sayf ad-Dîn Hâjjî                | fils d'An-Nâsir Muhammad                                                 | المظفر زين الدين حاجي بن الناصر محمد                    | Hacı Ier      |                         |
| 1347  | 1351  | An-Nâsir Badr ad-Dîn Abû al-Ma`âlî al-Hasan  | fils d'An-Nâsir Muhammad                                                 | الناصر بدر الدين أبو المعالي الحسن بن الناصر محمد       | Hasan         | Premier règne           |
| 1351  | 1354  | As-Sâlih Salâh ad-Dîn Sâlih                  | fils d'An-Nâsir Muhammad                                                 | الصالح صلاح الدين صالح بن الناصر محمن                   | Salih         |                         |
| 1354  | 1361  | An-Nâsir Badr ad-Dîn Abû al-Ma`âlî al-Hasan  |                                                                          |                                                         |               | Second règne            |
| 1361  | 1363  | Al-Mansûr Salâh ad-Dîn Muhammad              | fils de Sayf ad-Dîn Hâjjî                                                | المنصور صلاح الدين محمد بن حاجي بن قلاوون               | Muhammed      |                         |
| 1363  | 1376  | Al-Achraf Zayn ad-Dîn Chabân                 | petit-fils d'An-Nâsir Muhammad                                           | الأشرف زين الدين شعبان بن حسن بن محمد بن قلاوون         | Şaban II      |                         |
| 1376  | 1382  | Al-Mansûr Alâ ad-Dîn Ali                     | fils de Zayn ad-Dîn Chabân                                               | المنصور علاء الدين علي بن شعبان                         | Ali           |                         |
| 1382  | 1382  | As-Sâlih Zayn ad-Dîn Hajji                   | fils de Zayn ad-Dîn Chabân                                               | الصالح زين الدين حاجى                                   | Hacı II       | Premier règne           |
| 1382  | 1389  | Az-Zâhir Sayf ad-Dîn Barquq                  | mamelouk de Yalbogha al-`Umari (en) qui était le tuteur d'Alâ ad-Dîn Ali | الظاهر سيف الدين برقوق                                  | Berkuk        | Premier règne (Burjite) |
| 1389  | 1389  | As-Sâlih Zayn ad-Dîn Hajji                   |                                                                          |                                                         |               | Second règne            |
| 1389  | 1399  | Az-Zâhir Sayf ad-Dîn Barquq                  |                                                                          |                                                         |               | Second règne (Burjite)  |

Quelques clés pour comprendre ces noms :
- az-Zâhir (الظاهر) l'évident(e), on peut aussi trouver les transcriptions al-Zâhir, adh-Dhâhir, al-Dhâhir.
- as-Sayf (السيف) l'épée, le glaive.
- ad-Dîn (الدين) la religion, la foi.
- al-Mansûr (المنصور) le victorieux.
- an-Nâsir (الناصر) le défenseur.
- al-Achraf (الأشرف) le noble, on trouve aussi al-Ashraf.
- as-Sâlih (الصالح) l’arbitre, le conciliateur.
- al-Muzaffar (المظفر) le vainqueur, on peut trouver al-Mudhaffar.